# نقيل العقاوره (الجرجور (ذي السفال)

تعديل مصدري - تعديل

نقيل العقاوره (الجرجور محلة تابعة لقرية بيت الاسد، التابعة لعزلة ريده ورياد بمديرية ذي السفال إحدى مديريات محافظة إب في الجمهورية اليمنية، بلغ تعداد سكانها 61 حسب تعداد اليمن لعام 2004.